# Amerimnon frutescens
Amerimnon frutescens là một loài thực vật có hoa trong họ Đậu. Loài này được (Vell.) Kuntze mô tả khoa học đầu tiên năm 1891.